# Seress László
Seress László, 1898-ig Scheer Lázár (Baja, 1875. január 22. – Budapest, 1947. augusztus 26.) újságíró, író, műfordító.

## Élete
Scheer Bernát (1850–1936) bajai zsidó elemi iskolai tanító, iskolaigazgató és Singer Rozália fia. Tanulmányait szülővárosában és Budapesten végezte. Pályája elején az Egyetértés helyettes szerkesztője, majd a Magyar Szó, a Pesti Napló és a Független Magyarország munkatársa volt. 1910-től Az Est főmunkatársaként és közgazdasági rovatának vezetőjeként működött. 1897 és 1900 között a Budapesti Újságírók Egyesületének főtitkára, választmányi és igazgatósági tagja volt. Számos népszerűsítő történeti munkát írt, többek között A nagy francia forradalom története című gyűjtemény több kötetét. Lefordította Marx és Lassalle több művét, Ludwig Büchner Erő és anyag című könyvét és Darwin Az ember származása című munkáját. 1896-ban a tőzsdeadóról és az adók elméletéről írt pályaművét a MTA dicséretben részesítette. 

## Magánélete
Házastársa Kovács Ferenc és Kapcsos Rebeka lánya, Julianna volt, akit 1908. május 15-én Budapesten, a Terézvárosban vett nőül.

## Munkái
- Erő és anyag, vagy: a természetes világrend alapvonalai. Írta: Ludwig Büchner. Fordította. (Budapest, 1895)
- Az ember származása. Írta Charles Darwin. Fordította. Budapest.
- Napoleon. (Budapest, 1912) – a Karriérek című sorozatban
- Magyar agrárreformáció (1931)

Több részt írt a Forradalom és császárság című sorozatba is. Munkatársa volt A Nagy Francia Forradalom és Napoleon című műnek.